# Joseph Oosting
Joseph Oosting (Emmen, 29 gennaio 1972) è un allenatore di calcio ed ex calciatore olandese, di ruolo centrocampista, tecnico del Twente.

## Biografia
È il padre del calciatore Thijs Oosting.
Da calciatore trascorso tutta la carriera tra Emmen e Veendam. Da allenatore invece, dopo aver allenato in serie minori e nelle giovanili del Vitesse, nel 2021 arriva ad allena l'RKC Waalwijk con cui ottiene un 10º posto al primo anno e un 9° al secondo. Nel 2023 è chiamato ad allenare il Twente con cui disputa gli spareggi di Conference League e si piazza 3º in Eredivisie. Nella stagione 2024-2025 si piazza 6º in campionato perdendo la finale degli spareggi per la Conference contro l’AZ.